# جورجو گازلینی
جورجو گازلینی (ایتالیایی: Giorgio Gaslini؛ ‏ ۲۲ اکتبر ۱۹۲۹ – ۲۹ ژوئیهٔ ۲۰۱۴) پیانیست، آهنگساز جاز و موسیقی فیلم، و رهبر ارکستر اهل ایتالیا بود.
از فیلم‌های او می‌توان به بسیار لذت‌بخش، کاملاً مرده و بالی اشاره کرد.